# Helsingin Sanomat
L'Helsingin Sanomat è un giornale quotidiano finlandese diffuso, oltre che in Finlandia, anche negli altri paesi scandinavi.
Nel 2003 la tiratura nei giorni feriali è stata di 429 000 copie, nei giorni festivi di 500 000. Nel 2004 la tiratura nei giorni feriali è stata di 434 000 copie.

## Storia
La testata fu fondata con il nome di Päivälehti (giornale quotidiano) nel 1889 ed era l'organo di diffusione di Nuorsuomalainen Polue. Tra i fondatori della testata vi erano, tra gli altri, Eero Erkko, Juhani Aho e Arvid Järnefelt.  Il primo numero fu stampato il 16 novembre 1889, anche se la stampa regolare durante la settimana iniziò solo poco dopo il 1890.
Le autorità abolirono il quotidiano nel giugno del 1904, portando indirettamente all'uccisione del governatore generale Bobrikov. Presso un locale nella stessa strada fu fondato nonostante tutto l'Helsingin Sanomat, il cui primo numero comparve il 7 luglio 1904. Nello stesso locale fu fondato anche l'azienda Sanoma, che oggi si chiama gruppo industriale SanomaWSOY. Il 1º gennaio 2005 è stata fondata la società per azioni Helsingin Sanomat Oy.
L'Helsingin Sanomat è stato soggetto a critiche nel mercato finlandese per via del ruolo dominante della testata dal solo rivale nazionale, Uusi Suomi, in seguito alla sospensione di questa testata nel 1991. Internet, le testate d'informazione gratuite e le testate pomeridiane sono tuttavia rotture al suo monopolio che dura da cinquant'anni.